# Namlos
Namlos – gmina w Austrii, w kraju związkowym Tyrol, w powiecie Reutte. Liczy 77 mieszkańców (1 stycznia 2015).